# Малезија на Светском првенству у атлетици на отвореном 2013.
Малезија је учествовала на Светском првенству у атлетици на отвореном 2013. одржаном у Москви од 10. до 18. августа четрнаести пут, односно учествовала је на свим првенствима до данас. Репрезентацију Малезије представљао је један такмичар који се такмичио у трци на 110 метара са препонама.
На овом првенству Малезија није освојила ниједну медаљу, нити је постигнут неки рекорд.

## Учесници
Мушкарци :
- Rayzam Shah Wan Sofian — 110 м препоне

## Резултати

### Мушкарци
| Атлетичарка            | Дисциплина    | Лични рекорд | Квалификације | Квалификације | Полуфинале           | Полуфинале           | Финале               | Финале       | Детаљи |
| Атлетичарка            | Дисциплина    | Лични рекорд | Резултат      | Место         | Резултат             | Место                | Резултат             | Место        | Детаљи |
| ---------------------- | ------------- | ------------ | ------------- | ------------- | -------------------- | -------------------- | -------------------- | ------------ | ------ |
| Rayzam Shah Wan Sofian | 110 м препоне | 13,81        | 14,45         | 8. у гр. 4    | Није се квалификовао | Није се квалификовао | Није се квалификовао | 29 / 33 (34) |        |